# NDR Info Spezial
NDR Info Spezial est une station de radio de la Norddeutscher Rundfunk.

## Programmation
NDR Info Spezial est une variante de NDR Info.
Cette station de radio diffuse, du lundi au vendredi de 14 h à 20 h, le programme de COSMO. De plus, depuis le 24 octobre 2012, NDR Info Spezial reprend, de 0 h 25 à 6 h, ARD-Infonacht. Le dimanche, de 6 h à 8 h, l'émission Hamburger Hafenkonzert est diffusée, il s'agit de la plus vieille émission allemande.
Un bulletin météorologique maritime est diffusé trois fois par jour, à 22 h, minuit et 8 h 30. Ce bulletin comprend les conditions météorologiques, les prévisions pour les différentes zones de la mer du Nord et de la mer Baltique, ainsi que les rapports des stations d'observation météorologique.
Les débats parlementaires et des événements sportifs constituent en outre des programmes exceptionnels que diffuse NDR Info Spezial.

## Diffusion

### FM
Les programmes de NDR Info Spezial sont diffusés, en modulation de fréquence, sur la bande FM des lands suivants :
- Hambourg
- Basse-Saxe
- Schleswig-Holstein
- Mecklembourg-Poméranie-Occidentale

### RDS
Le code d'accès pour la réception de la radio en mode RDS est : NDR INFO SPEZIAL.

## Source de la traduction
- (de) Cet article est partiellement ou en totalité issu de l’article de Wikipédia en allemand intitulé « NDR Blue » (voir la liste des auteurs).